# ジョン・ピーター・ディディエ
ジョン・ピーター・ディディエ（John Peter Didier, 1748年 - 1823年8月25日）は、アメリカ合衆国の政治家。初代ミズーリ州財務官。
ディディエはフランス出身と伝えられており、1773年11月15日にマリー・エリザベス・メルシェ (Marie Elizabeth Mercier) と結婚した後にアメリカ大陸に移住した。ディディエはミズーリ準州において腕利きの政府関係者として、セントルイスで1811年から1817年まで消防局長を務め、1817年から1818年までミズーリ準州の財務官を務めた。
1820年、ミズーリが州として合衆国へ加盟するために新たな州憲法を採択すると、ディディエは初代ミズーリ州財務官として指名された。暫定的な行政官の1人として就任したディディエは、ミズーリが正式に州として合衆国に加盟した1821年に財務官を辞任し、後任のナサニエル・シモンズにその職務を引き継いだ。
公的な記録によると、ディディエは1823年8月25日に死去したとされている。